# NGC 173
NGC 173 este o galaxie spirală situată în constelația Balena membră a grupului NGC 192 (care cuprinde galaxiile NGC 173, NGC 196, NGC 197, NGC 201 și NGC 237). A fost descoperită în 28 decembrie 1790 de către William Herschel. De asemenea, a fost observată încă în 17 decembrie 1827 o dată de către John Herschel, fiul lui William Herschel.